# Jenhausen
Jenhausen ist ein Gemeindeteil von Seeshaupt im oberbayerischen Landkreis Weilheim-Schongau. Das Kirchdorf liegt circa drei Kilometer nordwestlich von Seeshaupt. Jenhausen wurde als Teil der eigenständigen Gemeinde Magnetsried im Jahr 1978 nach Seeshaupt eingemeindet.
Jenhausen liegt im Eberfinger Drumlinfeld in einem Tal zwischen den eiszeitlichen Drumlins und zieht sich die Hänge hoch. Die Kirche Mariä Himmelfahrt liegt westlich auf der Kuppe eines der Hügel.

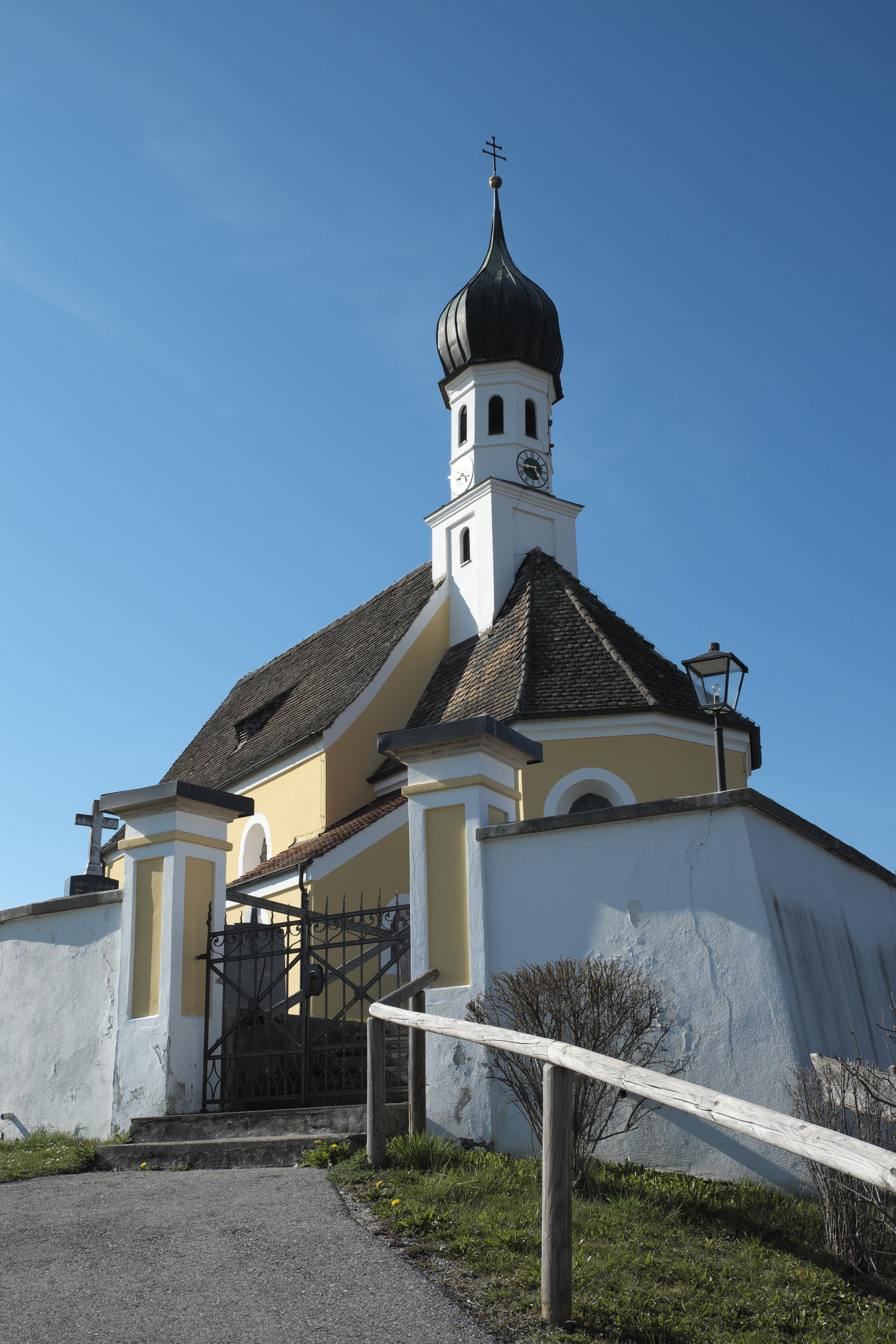
Kirche Mariä Himmelfahrt in Jenhausen

## Baudenkmäler
- Mariä Himmelfahrt (Jenhausen)